# Nesogordonia humbertii
Nesogordonia humbertii är en malvaväxtart som beskrevs av René Paul Raymond Capuron. Nesogordonia humbertii ingår i släktet Nesogordonia och familjen malvaväxter. Inga underarter finns listade i Catalogue of Life.